# Герцог де Нуармутье
Герцог де Нуармутье (фр. duc de Noirmou(s)tier) — французский дворянский титул, принадлежавший представителям дома Латремуев.

## История
Барония Нуармутье, зависевшая от Туарского виконтства, при разделе владений виконта Франсуа де Латремуя в 1550 и 1554 годах досталась его пятому сыну Клоду (ок. 1544—1566), основателю линии Латремуй-Нуармутье. Наследник Клода Франсуа де Латремуй (ум. 1608) добился возведения Нуармутье в ранг маркизата жалованной грамотой Генриха III, данной в октябре 1584 в замке Шенонсо и зарегистрированной Парламентом 3 декабря того же года.
В марте 1650 жалованной грамотой, подписанной Людовиком XIV, королевой-матерью и Летелье, маркизат Нуармутье был возведен в ранг герцогства-пэрии для маркиза Луи II де Латремуя. Другой грамотой, данной 8 февраля 1657, титулы герцогства-пэрии были перенесены на баронию Монмирай, приобретенную Латремуем в 1655 году у герцога де Реца, но ни первое, ни второе пожалования не были зарегистрированы в Парламенте. Луи II и его сыновья продолжали называться герцогами де Нуармутье, пока Людовик XIV в 1707 году не создал для их дома титул герцога де Руайян.

## Маркизы де Нуармутье
- 1584 — 1608 — Франсуа де Латремуй (ум. 1608)
- 1608 — 1613 — Луи I де Латремуй (ок. 1586—1613)
- 1613 — 1650 — Луи II де Латремуй (1612—1666)

## Герцоги де Нуармутье
- 1650 — 1666 — Луи II де Латремуй (1612—1666)
- 1666 — 1667 — Луи-Александр де Латремуй (1642—1667)
- 1667 — 1733 — Антуан-Франсуа де Латремуй (1652—1733)